# Romme (Nancy-sur-Cluses)
Pour les articles homonymes, voir Romme.
Romme est une station de sports d'hiver située à 1 200 m d'altitude, dans la commune de Nancy-sur-Cluses, au col du même nom, dans le département de la Haute-Savoie en région Auvergne-Rhône-Alpes en France.
Son domaine skiable s'échelonne entre 1 200 et 1 580 m d'altitude et comporte 7 pistes, accessibles par 4 téléskis.